# Loma de Perempitz
Loma de Perempitz är en ort i Mexiko.   Den ligger i kommunen Zapotitlán de Vadillo och delstaten Jalisco, i den södra delen av landet, 500 km väster om huvudstaden Mexico City. Loma de Perempitz ligger 835 meter över havet och antalet invånare är 164.
Terrängen runt Loma de Perempitz är kuperad åt nordost, men åt sydväst är den bergig. Runt Loma de Perempitz är det glesbefolkat, med 16 invånare per kvadratkilometer. Närmaste större samhälle är San José del Carmen, 11,0 km sydost om Loma de Perempitz. I omgivningarna runt Loma de Perempitz växer huvudsakligen savannskog.